# محاكمة السنهدريم للسيد المسيح

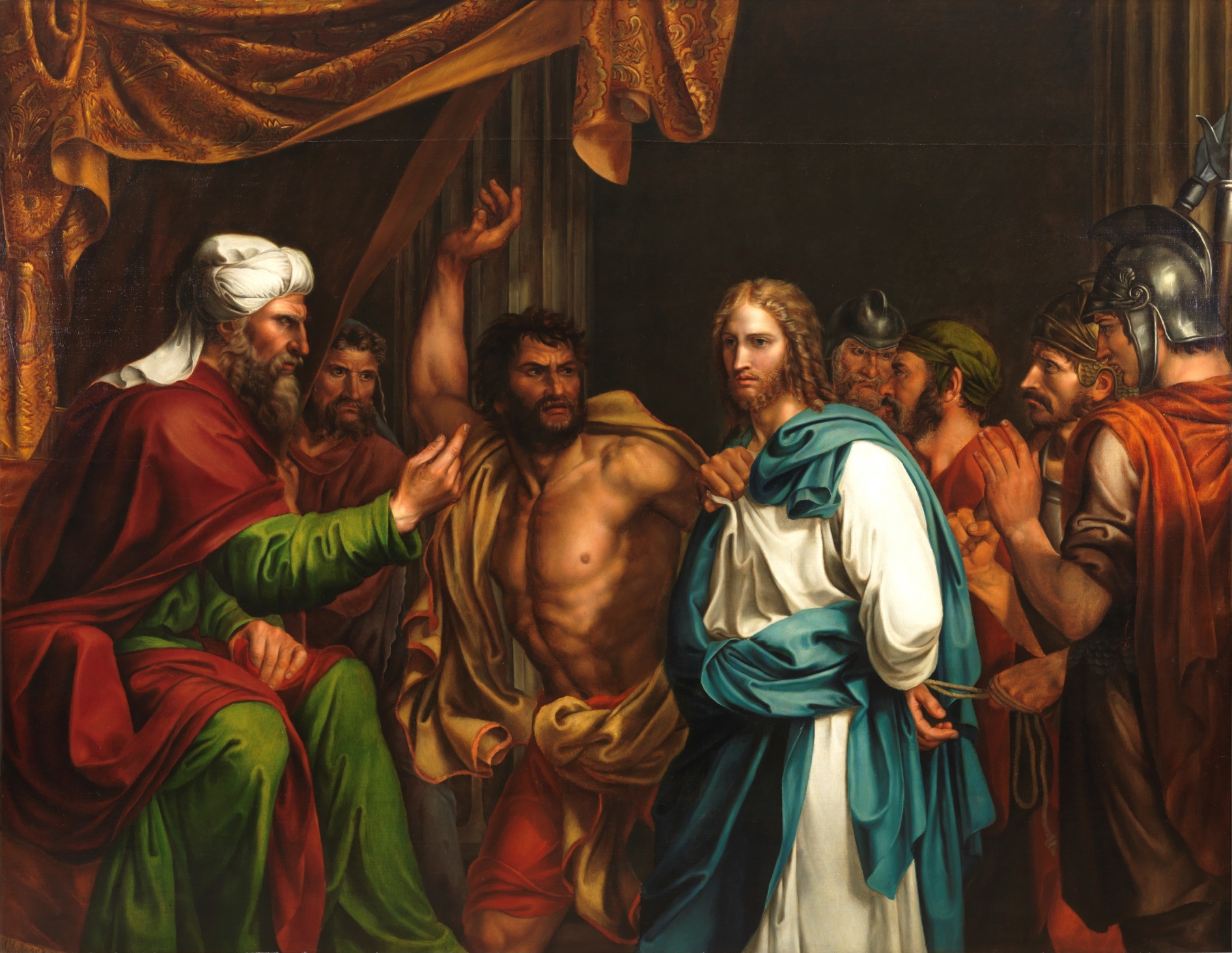
السيد المسيح على وشك أن يُضرب أمام رئيس الكهنة السابق أنس كما في يوحنا 18:22 (مادرازو، 1803)

بالعهد الجديد تشير محاكمة السنهدريم للسيد المسيح أمام السنهدريم (هيئة قضائية يهودية) بعد اعتقاله بالقدس وقبل المحاكمة أمام بيلاطس البنطي
تختلف روايات الإنجيل في عدد من التفاصيل
في الأناجيل الثلاثة السينوبتيكية للعهد الجديد ذكرت إنها حادثة
بينما يشير إنجيل يوحنا إلى تحقيق أولي قبل حنان
وقد ثبتت إدانته بارتكاب جرائم مختلفة:
انتهاك قانون السبت (بالشفاء في يوم السبت)، والتهديد بتدمير الهيكل اليهودي، وممارسة السحر، وطرد الأرواح الشريرة بقوة الشياطين وادعاء أنه السيد المسيح
قد كان السيد المسيح هادئًا بشكل عام ولا يتخذ أي دفاع ونادرًا ما يرد على الاتهامات ثم اقتيد إلى بيلاطس البنطي والي اليهودية الرومانية لمحاكمته بزعم أنه ملك اليهود.

## القوانين اليهودية لسير محاكمات الإعدام
في خلاصته الموثوقة للقانون اليهودي يصف موسى بن ميمون التقاليد والنصوص اليهودية: السنهدرين على أنه محكمة بالقدس ذات توجيهية صارمة لكيفية عملها في مكان عام خلال النهار وتحظر بعد حلول الظلام
في حاله لتبرئة المتهم يجوز للمحكمة أن تختتم المداولات وإصدار الحكم في نفس اليوم ولكن يجب الانتظار حتى اليوم التالي للادانه
والمحكمة لا تحكم في قضايا الإعدام في أيام معينة مثل عشية السبت أو الاعياد.
ويعتقد ريمون إي.براون أن كان السنهدرين ليست محكمة ثابتة، فهى هيئة مخصصة يستشارها رئيس الكهنة للتحقيق في الجرائم الدينية أو لمناقشة الجرائم السياسية
اى انها جلسة استماع غير رسمية تهدف إلى الحصول على إجماع بين السلطات اليهودية على أنه يجب تسليم المسيح إلى الرومان
غالبًا ما تعتبره المصادر المسيحية أن مؤلفي الإنجيل اتهموا السنهدريم بانتهاك التوراة أثناء المحاكمة فيقول ديفيد تشابمان وإيكهارد ج. شنابل إنه تم إجراء استثناء للضمانات الإجرائية المعتادة في قضايا الإعدام
كانت السنهدرين والكهنوت الصدوقي مكروهاً على نطاق واسع حيث يتمتعون بنفوذ ولكن يستخدمونه ضد مصالح الشعب
لدرجه دفعت غراتوس لعزل ثم تنصبب ثلاثة رؤساء كهنة آخرين على مدار أحد عشر عامًا حتى تم تنصيب قيافا كرئيس كهنة

## التحقيق بقصر قيافا مساءأ
حسب أناجيل سينوبتيكية: تم إلقاء القبض على السيد المسيح ثم نُقل إلى المقر الخاص لرئيس الكهنة لقيافا حيث اجتمع الكتبة والشيوخ معًا

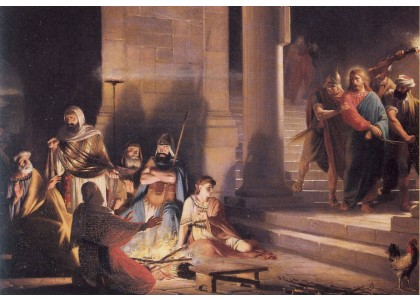
إنكار بطرس ، أرتورو فيليغياردي ، 1888

في جميع روايات الإنجيل الأربعة: كانت محاكمة السيد المسيح أمام الكهنة والكتبة متداخلة مع رواية إنكار بطرس حيث أنكر الرسول بطرس معرفته ثلاث مرات
يذكر لوقا (لوقا 22:61) أنه بينما كان السيد المسيح مقيدًا ووقف عند بيت الكاهن كان بطرس في الفناء «استدار السيد المسيح ونظر إليه مباشرة» وتذكر بطرس الكلمات التي قالها له السيد المسيح: «قبل أن يصيح الديك اليوم ستبرأني ثلاث مرات»
على الرغم من اختلاف روايات الإنجيل فيما يتعلق ببعض التفاصيل إلا أنها تتفق على الطابع العام والهيكل العام لمحاكمات السيد المسيح
تذكر مرقس 14: 55-59: أن رؤساء الكهنة طلبوا شهودًا للشهادة ضد السيد المسيح لكنهم لم يجدوا أيًا منها
أخيرًا تقدم اثنان واتهماه بالقول «أنا قادر على هدم الهيكل وإقامته مرة أخرى في ثلاثة أيام»
وفقًا للوقا: كان يوسف الرامي مستشارًا، عضوًا في السنهدريم خالف القرار

## الاستدعاء والمحاكمة الصباحيه
يذكر لوقا 22:66 في الصباح الباكر، اقتيد السيد المسيح من قيافا إلى بيلاطس البنطي في دار الولاية

## تعليق
تم التشكيك في تاريخية روايات الإنجيل من قبل العلماء الذين يقترحون أن روايات الإنجيليين تعكس العداء اللاحق الذي نشأ بين الكنيسة والكنيس. إنهم يظهرون ميلًا لتقليل أفعال بيلاطس والتأكيد على مسؤوليات اليهود